# Réveille-toi chérie

Réveille-toi chérie ou Bonne nuit, monsieur Masure est un film français de Claude Magnier sorti en 1961.

## Synopsis
Jacqueline vit à la campagne et a un amant. Un soir où elle a pris un somnifère, un visiteur s'introduit dans la maison.

## Fiche technique
- Titre : Réveille-toi chérie ; Bonne nuit, monsieur Masure (titre alternatif)
- Réalisation : Claude Magnier
- Scénario et dialogues : Claude Magnier d'après sa pièce Monsieur Masure
- Décors : Olivier Girard
- Photographie : Pierre Guéguen
- Montage : Charles Bretoneiche
- Musique : Jean Leccia
- Pays de production : France
- Société de production : Panda Films
- Langue : français
- Format : Noir et blanc - 35 mm - Son mono
- Genre : Comédie
- Durée : 92 minutes
- Date de sortie : 
  - France : 12 juillet 1961

## Distribution
- François Périer : Robert
- Daniel Gélin : Masure
- Geneviève Cluny : Jaqueline

## Autour du film
- La pièce de Claude Magnier a également été adaptée aux États-Unis en 1968 sous le titre  Que faisiez-vous quand les lumières se sont éteintes ? (Where Were You When the Lights Went Out?) de Hy Averback, avec Doris Day, Robert Morse et Terry-Thomas.